# مناظرات الدوحة

شعار مناظرات الدوحة

مناظرات الدوحة هي سلسلة من المناظرات والمناقشات حول القضايا العالمية الملحة مثل أزمة اللاجئين، ونقص المياه، وانعدام الثقة في المؤسسات، وعدم المساواة بين الرجل والمرأة، والرأسمالية، والمواطنة العالمية، والذكاء الاصطناعي.تُموَّل مناظرات الدوحة من مؤسسة قطر للتربية والعلوم وتنمية المجتمع. وقد جرت مناظرات الدوحة من 2005 إلى 2012، ثم أعيد إطلاقها بشكل جديد باستخدام المناظرات الحية، ومقاطع الفيديو، والمدونات، والمدونات الصوتية والمرئية. تدير هذه المناظرات الصحفية غيدا فخري، وتقوم نيلوفر هدايت بدور المراسلة. والمدير العام الحالي لمناظرات الدوحة هو أمجد عطالله، رئيس التحرير السابق للجزيرة أمريكا.

## نبذة تاريخية
بدأت مناظرات الدوحة في 2005 وأدارها مراسل البي بي سي السابق والمذيع تيم سباستيان، برعاية مؤسسة قطر، وأذاعتها قناة بي بي سي العالمية ثماني مرات سنويًا حتى عام 2012، وكانت المناقشات تستند إلى شكل المناقشات في اتحاد أوكسفورد الشهير، بالتركيز على قضية واحدة مثيرة للجدل، مع اثنين من المتحدثين المؤيدين واثنين آخرين معارضين. وبعد أن يعرض كل جانب حججه وأدلته، يجيب كل متحدث عن الأسئلة التي يوجهها رئيس المناظرة، ثم يُفتح المجال للجمهور لكي يشترك في المناقشة، ثم يُعقد تصويت أو اقتراع إلكتروني أخير.
تناقش المناظرات موضوعات مثل التعذيب والإرهاب والتفجيرات الانتحارية والاضطرابات السياسية وحقوق الإنسان، وتساءلت مقترحات الموضوعات السابقة عما إذا كان الوقت قد حان لاجراء محادثات مع تنظيم القاعدة، وما إذا كان حزب الله لديه الحق في خوض الحرب بالنيابة عن لبنان، وعما إذا كان اللوبي المؤيد لإسرائيل قد نجح في خنق النقد الموجه لممارسات إسرائيل.
وقد عقدت مناظرات الدوحة كجلسات خاصة مع ضيف واحد واستضافت شخصيات بارزة مثل بيل كلينتون، ومحمد البرادعي، وشيمون بيريز، وعمرو موسى وإياد علاوي ومحمود الزهار.
وبجانب قناة البي بي سي الإخبارية، أذيعت مناظرات الدوحة على شبكات MHz ومحطة ثيرتين (Thirteen) في الولايات المتحدة الأمريكية، ومحطة GEO TV في باكستان، وTV BiH في البوسنة والهرسك، وشبكة Real News Network في كندا والولايات المتحدة الأمريكية.

## كيفية عمل المناظرات
مناظرات الدوحة يترأسها مراسل البي بي سي السابق والمذيع تيم سيباستيان في عام 2004. ولا تمتلك أي حكومة أو هيئة رسمية أي سيطرة على ما يقال في الدورات أو في اختيار المدعوين.
المناقشات تستند إلى الشكل القديم، والمكررة من قبل اتحاد أوكسفورد الشهير. أنها تركز على قضية واحدة أو اقتراح مثير للجدل، مع اثنين من المتكلمين مع واثنسن أخرى ن ضد. بعد أن يكونوا قد أوجزوا حججهم، كل متكلم يجيب عن أسئلة من مقدم البرنامج ومناقشة، ومن ثم تفتح الأسئلة للجمهور، وبعد الانتهاء من المداولات يطلب من الجمهور التصويت النهائي. ثم تعرض النتائج بعدها مباشرة.

## حلقات خاصة
مناظرات الدوحة أصبحت المنتدى المفضل للكثير من الساسة البارزين في منطقة الشرق الأوسط. المناسبات الخاصة—وهي عبارة عن جلسات مع ضيف واحد—قد استقطبت أسماء مثل بيل كلينتون، محمد البرادعي، شيمون بيريز، عمرو موسى وإياد علاوي

## البث التلفزيوني
لمزيد من المعلومات عن البث التلفزيوني ومشاهدة المناظرات يمكن زيارة موقع مناظرات الدوحة.

## الجمهور المحلي والدولي
ثلثا الجمهور المحلي والطلاب، من طائفة واسعة من الدول العربية والإسلامية. في العديد من المناقشات التي اعتمدتها راديكالية ومواقف غير متوقعة. أغلبية واضحة وقد ذكر أن المسلمين هم فشلها في مكافحة التطرف وبأن الفلسطينيين للخطر من أن تصبح أسوأ عدو لنفسها. دوليا، فإن المناقشات قد اجتذبت اهتماما واسعا. بي بي سي أخبار العالم ينظر إليه من قبل ما يقرب من 300 مليون مشاهد، عبر 200 بلدا.

## المنظرات السابقة
مناظرات مواجهة وجها لوجه في المواضيع الحساسة في المنطقة : التعذيب والإرهاب والتفجيرات الانتحارية والاضطرابات السياسية وحقوق الإنسان.
الاقتراحات السابقة قد تساءل عما إذا كان الوقت قد حان لاجراء محادثات مع تنظيم القاعدة، وما إذا كان حزب الله لديه الحق في خوض الحرب على لبنان باسم ؛ وعما إذا كان اللوبي المؤيد لإسرائيل بنجاح خنق النقد الموجه للبلاد الإجراءات.

## جزء من مؤسسة قطر للتربية والعلوم
مناظرات الدوحة التي تستضيفها وتمولها مؤسسة قطر للتربية والعلوم وتنمية المجتمع—خاصة ومستأجرة، منظمة غير ربحية، تأسست في عام 1995 والتي ترأسها صاحبة السمو الشيخة موزة بنت ناصر المسند.
مناظرات الدوحة أيدت إنشاء مناظرات قطر في عام 2007، وهي منظمة مستقلة يناقش في الطالب كافة المواضيع المختلفة.

## مواضيع مرتبطة
- حرية التعبير
- حرية التعبير في الإسلام